# Francis Dickoh
Francis Dickoh (født 13. december 1982) er en dansk-ghanesisk tidligere fodboldspiller i en lang række store ligaer og fodboldekspert for sportsmediet Mediano.

## Karriere
Den 30. januar 2014 offentliggjorde FC Midtjylland på Twitter, at man havde tilknyttet Dickoh på en kontrakt, der løber sæsonen ud. Den 25. maj 2015 offentliggjorde FC Midtjylland, at man havde indgået en aftale om at forlænge kontrakten frem til udgangen af 2015. 
Efter at have været klubløs fra 1. januar 2016 offentliggjorde Sønderjyske den 13. april på deres hjemmeside, at Francis Dickoh var blevet tilknyttet på en aftale, der løb frem til 30. juni 2016.
I marts 2017 meddelte han, at han indstiller karrieren, hvor han nåede 133 Superliga-kampe for FC Nordsjælland, FC Midtjylland og Sønderjyske.